# Glenham
Glenham is een plaats (town) in de Amerikaanse staat South Dakota, en valt bestuurlijk gezien onder Walworth County.

## Demografie
Bij de volkstelling in 2000 werd het aantal inwoners vastgesteld op 139.
In 2006 is het aantal inwoners door het United States Census Bureau geschat op 125, een daling van 14 (-10,1%).

## Geografie
Volgens het United States Census Bureau beslaat de plaats een oppervlakte van
0,8 km², geheel bestaande uit land. Glenham ligt op ongeveer 513 m boven zeeniveau.

## Plaatsen in de nabije omgeving
De onderstaande figuur toont nabijgelegen plaatsen in een straal van 32 km rond Glenham.